# Real Decreto-ley sobre medidas de ahorro y eficacia energética de 1 de agosto de 2022 (España)
El Real Decreto-ley (14/2022) sobre medidas de ahorro y eficacia energética es un decreto-ley promulgado por el gobierno español el 1 de agosto de 2022 en el contexto de la guerra de Ucrania, respuesta a los compromisos adquiridos por España ante la recomendación de la Unión Europea para el ahorro energético, especialmente el ahorro de gas, de 26 de julio de 2022. Su título literal es:

Real Decreto-ley 14/2022, de 1 de agosto, de medidas de sostenibilidad económica en el ámbito del transporte, en materia de becas y ayudas al estudio, así como de medidas de ahorro, eficiencia energética y de reducción de la dependencia energética del gas natural.

Los países de la Unión Europea (UE), el 26 de julio de 2022, aprobaron la recomendación a los países una reducción del consumo de gas en un 15%, con la excepción de varios países (entre los que se encontró España) que deberían hacerlo en un 7%; reservándose el Consejo la potestad de activar una “alerta” pasando la recomendación a obligatoriedad en el caso de que las circunstancias lo aconsejasen. Esta reducción de consumo de gas debería conducir a su ahorro desde el 1 de agosto para prevenir posibles cortes de gas en el invierno.

## Contexto
La invasión rusa de Ucrania de 2022 ha enfrentado a la UE con Rusia. En este contexto, el suministro de gas a la UE por parte de Rusia, mediante gasoductos, se vio reducido por problemas técnicos que se prolongaron en el tiempo. Ante la posibilidad de que en esta reducción existiera un componente de represalias y que estas llegaran al corte de suministro, la UE se movilizó en julio «en un esfuerzo por aumentar la seguridad del suministro energético de la UE».
El 20 de julio de 2022, la UE propuso «un Plan de Reducción de la Demanda de Gas a fin de preparar a la UE para los recortes de suministro». En él, entre otras actuaciones, se contemplaba la reducción del consumo de gas del 15% de cada uno de los Estados miembros, desde el 1 de agosto hasta marzo de 2023. Una reducción con carácter voluntario que podría pasar a ser obligatoria mediante una «alerta de la Unión» previa consulta a los Estados miembros si las circunstancias lo aconsejasen. El objetivo sería garantizar en lo posible el suministro a los hogares, hospitales y otras actividades esenciales, así como industrias decisivas para el suministro de productos y servicios esenciales para la economía.
El mismo 20 de julio, el gobierno español, a través de su ministra de Transición Ecológica, Teresa Ribera Rodríguez, rechazó para España esa reducción del 15%: «Somos solidarios, pero no se nos puede pedir un sacrificio desproporcionado», haciendo hincapié en que la capacidad de almacenamiento de gas de España, en esos momentos, superaba el 80 %, en tanto que en Europa sería del 50 %.
El 26 de julio los países de la UE, aprobaron definitivamente la propuesta, incluyendo excepciones a la reducción del 15% para países que cumplieran determinadas condiciones, como el nivel de reservas de gas y una escasa interconexión gasística con otros países, pudiendo España acogerse a estas excepciones, quedando minorizada la reducción al 7%.

## Real Decreto-ley
El real Decreto-ley, promulgado el 1 de agosto, sobre medidas de ahorro y eficacia energética recoge medidas de ahorro, eficiencia y sostenibilidad en diversos ámbitos.
Los tres primeros títulos están referidos al ámbito del transporte terrestre, aéreo y marítimo: 
- Trata de garantizar que el transporte de mercancías por carretera no trabaje a perdidas.
- Establece ayudas directas al trasporte por carretera de mercancías y pasajeros atendiendo al tipo de vehículo. Incluye al transporte de taxi, transporte sanitario, mudanzas, autobuses urbanos…
- Fomenta el transporte público colectivo de cercanías, rodalíes y media distancia con subvenciones del 50% hasta el 100% para los títulos multiviaje.
- Elimina en aeropuertos la obligatoriedad de las directrices promulgadas por la pandemia que pasan a ser recomendaciones.
- Se amplían las ayudas directas a los armadores de buques pesqueros. También, se permite que las navieras españolas contraten servicios de seguridad privados cuando naveguen por aguas con riesgo de piratería.

El Título IV establece becas en las enseñanzas postobligatorias para el curso académico 2022-2023.
El Título V incluye medidas de ahorro y eficacia energética, el fomento de la electrificación, así como el fomento de las energías renovables.
El Real Decreto- ley termina con varias disposiciones finales que modifican legislaciones anteriores.

### Título V sobre ahorro y eficacia energética
El título V del Real Decreto-ley recoge el «plan de choque» de ahorro y eficacia energética.
El plan modifica algunos aspectos del Reglamento de Instalaciones Térmicas en los Edificios (RITE), aprobado por Real Decreto 1027/2007. Este reglamento ya recoge:

obligaciones para una adecuada gestión y un consumo eficiente de energía en los sistemas de climatización o producción de agua caliente sanitaria. En particular, para edificios y locales de uso administrativo incluidas las administraciones públicas, establecimientos comerciales como grandes almacenes o centros comerciales, espacios culturales como cines o centros de congresos, o infraestructuras destinadas al transporte de personas como estaciones y aeropuertos, prevé que no pueda utilizarse energía convencional para calefactar por encima de los 21 ºC ni refrigerar por debajo de los 26 °C. Asimismo, establece que estos edificios deben disponer de dispositivos que midan las condiciones de temperatura, y la obligación a disponer de sistemas de cierre de puertas que eviten el despilfarro energético que supondría que éstas se mantuvieran abiertas. 
Por último, establece unos regímenes de inspección de las instalaciones de climatización y agua caliente sanitaria, que incluyen, para instalaciones de más de 70 kW, inspecciones específicas de eficiencia energética una vez cada cuatro años.

El real Decreto-ley de 1 de agosto de 2022 mantiene el ámbito de aplicación de la RITE, modificando las temperaturas de 21 °C que pasa a 19 °C como temperatura máxima para la calefacción de los locales y de 25 °C a 27 °C como mínima para la refrigeración. La humedad relativa se mantiene entre el 30 % y el 70 %. Los grados están referidos a la temperatura a la que se mantienen los locales (no existen limitaciones sobre la temperatura de salida de los elementos de climatización), contemplando las siguientes excepciones:  

Los umbrales de temperatura indicados anteriormente deberán ajustarse, en su caso, para cumplir con lo previsto en el Real Decreto 486/1997, de 14 de abril, por el que se establecen las disposiciones mínimas de seguridad y salud en los lugares de trabajo.
No tendrán que cumplir dichas limitaciones de temperatura aquellos recintos que justifiquen la necesidad de mantener condiciones ambientales especiales o dispongan de una normativa específica que así lo establezca. En este caso debe existir una separación física entre el recinto con los locales contiguos que vengan obligados a mantener las condiciones indicadas anteriormente.
 Real Decreto-ley 14/2022

También, a la obligación, ya regula en el RITE de 2007, de mostrar, con los dispositivos oportunos, la temperatura a que se encuentra el local, adicionalmente deberán existir carteles o pantallas, bien visibles desde la entrada de local o edificio, que incluyan «las medidas de aplicación que contribuyen al ahorro energético relativas a los valores límites de las temperaturas del aire, información sobre temperatura y humedad, apertura de puertas y regímenes de revisión y mantenimiento y reguladas en el RITE» y el actual Decreto-ley.
A la ya obligación (contemplada en la RITE de 2007) de mantener cerrados los locales con puerta a la calle, calefactados o refrigerados con energías convencionales, se suman aquellos que lo hagan con energías renovables. «Las puertas exteriores dispondrán de un sistema de cierre de puertas adecuado, el cual podrá consistir en un sencillo brazo de cierre automático de las puertas, con el fin de impedir que éstas permanezcan abiertas permanentemente, con el consiguiente despilfarro energético».
También se modifica el régimen de inspección de las instalaciones de climatización y agua caliente sanitaria contemplado en la RITE, que pasa de cuatro a dos años para instalaciones de más de 70 kW.
Adicionalmente, el alumbrado de escaparates permanecerá apagado desde las 22 horas, así como el de edificios públicos que a esa hora se encuentren desocupados.

### Régimen sancionador
Las obligaciones del Real Decreto-ley se derivan del Reglamento de Instalaciones Térmicas en los Edificios (RITE) aprobado en 2007, que remite al régimen sancionador de la Ley 21/1992, de industria (artículos 30 al 35), por el que las infracciones leves se sancionan con multas de hasta 60.000 €, las graves con multas de hasta 6 millones de euros y las muy graves de hasta 100 millones de euros (artículo 34).

## Reacciones al Real Decreto
El mismo 2 de agosto, día en que se publicó el Real Decreto-ley promulgado por el Gobierno, la Comunidad de Madrid anunció que no lo aplicaría; la presidenta Isabel Díaz Ayuso en Twitter: «Por parte de la Comunidad de Madrid no se aplicará. Madrid no se apaga», añadiendo que genera «inseguridad» y «espantará» al turismo.
Con ello la presidenta Isabel Díaz Ayuso continuó su enfrentamiento con el Ejecutivo de la Nación: ya anunció con anterioridad que no aplicaría la reforma educativa del Gobierno; mantuvo numerosos enfrentamientos durante la crisis sanitaria provocada por la COVID-19; defendió una alternativa propia al proyecto de financiación autonómica; se opuso al impuesto a las empresas energéticas y a la Banca decretado por el Gobierno. Y, tan solo unos días antes, se opuso, igualmente, al anuncio de subvenciones al trasporte público que finalmente quedaron reflejadas en el presente Real Decreto-ley.
El presidente del Gobierno Pedro Sánchez contestó a la presidenta Isabel Ayuso pidiendo a las administraciones públicas y partidos políticos que huyeran de «cualquier comportamiento egoísta, unilateral e insolidario»; en tanto que la vicepresidenta de Asuntos Económicos y Transformación Digital, Nadia Calviño, advirtió que el plan de medidas de ahorro y eficacia energética había que cumplirlo y, refiriéndose a la presidenta de Madrid, le reprochó que «siempre demuestra egoísmo y falta de solidaridad».
Distintas Comunidades Autónomas de distinto signo mostraron discrepancias sobre el Real Decreto-ley y la forma en que se había promulgado, lamentaron que el Ejecutivo no hubiera contado con las comunidades autónomas y corporaciones locales», Iñigo Urkullu, lehendakari de Euskadi manifestó que el Gobierno podría "haber contado más con las comunidades autónomas"; el consejero de Justicia e Interior de la Comunidad de Madrid, Enrique López, calificó el Real Decreto de "chapuza jurídica desproporcionada". Diversos ayuntamientos también se mostraron críticos: la alcaldesa en funciones de Almería, María Vázquez del Partido Popular, manifestó que le generaba una «incertidumbre horrorosa».
Lorenzo Amor, presidente nacional de la Asociación de Autónomos (ATA) y vicepresidente de la Confederación Española de Organizaciones Empresariales (CEOE), también se mostró crítico, también lamentó que no se les consultase, y manifestó que sería difícil de aplicar dado la heterogeneidad de los comercios y las diferentes situaciones climáticas.
El presidente de Hostelería de España, José Luis Yzuel, manifestó: «Entendemos que estas medidas son razonables y confiamos en que la hostelería se va a sumar. Sirven para el ahorro energético. Todos somos conscientes de la situación en la que estamos viviendo y podemos vivir. […] De todas maneras, los restaurantes están tomando medidas de ahorro ya no solo por un tema de eficiencia energética, sino de costes».
La Comunidad de Madrid (CM) anunció que presentaría recurso de inconstitucionalidad contra el Real Decreto-ley. El 9 de agosto dio a conocer los argumentos en los que se apoyaría. Según la CM, el decreto invadiría competencias de la Comunidad y no tendría el carácter de “básico”, ya que el plan de ahorro de la Unión Europea es una recomendación que no obligaría a los países; también, en el día de entrada en vigor, los escaparates de España serán los únicos en la UE en apagarse; argumentando también que, el Real Decreto Ley no podría invadir competencias de las comunidades autónomas, «no se puede establecer mínimos ni máximos en las temperaturas de aire acondicionado y calefacción» ya que el Real Decreto sería para garantizar el suministro de gas y el propio decreto afirma que España no tendría ese problema. La argumentación de la CM contiene 10 puntos, otro entre ellos: la obligatoriedad de mantener las puertas de los establecimientos cerradas chocaría con la normativa dictada con motivo de la COVID-19.